# Radio Italia Summer Hits 2013
Radio Italia Summer Hits è una compilation di Radio Italia pubblicata il 25 giugno 2013 da Solomusicaitaliana e distribuita da Sony Music.

## Tracce

### CD 1
1. Eros Ramazzotti – Fino all'estasi (feat. Nicole Scherzinger) – 3:45
2. Malika Ayane – E se poi – 4:43
3. Negramaro – Sole – 4:20
4. Marco Mengoni – Pronto a correre – 3:48
5. Chiara – Mille passi (feat. Fiorella Mannoia) – 3:21
6. Neffa – Quando sorridi – 3:31
7. Cesare Cremonini – La nuova stella di Broadway – 4:27
8. Zucchero Fornaciari – Love Is All Around – 4:04
9. Annalisa – Alice e il blu – 3:58
10. Emma – Amami – 3:48
11. Nek – Congiunzione astrale – 4:06
12. Fabri Fibra – Ring Ring – 3:14
13. Niccolò Fabi – Indipendente – 4:21
14. Nesli – Un bacio a te – 3:36
15. Moreno – Che confusione – 3:20
16. Tiziano Ferro – La fine – 3:46
17. Simona Molinari – Dr. Jekyll Mr. Hyde (feat. Peter Cincotti) – 3:04

### CD 2
1. Modà – Gioia – 3:47
2. Fedez – Cigno nero (feat. Francesca Michielin) – 3:21
3. Biagio Antonacci – Dimenticarti è poco – 3:10
4. Max Gazzè – Sotto casa – 3:57
5. Alex Britti – Baciami (e portami a ballare) – 3:22
6. Marco Carta – Ti voglio bene – 3:54
7. Baby K – Killer (feat. Tiziano Ferro) – 3:33
8. Gianna Nannini – Scegli me – 3:18
9. Francesco Sarcina – Tutta la notte – 3:11
10. Marco Masini – Io ti volevo – 3:42
11. Fabrizio Moro – Sono come sono – 3:06
12. Vasco Rossi – Vivere o niente – 4:01
13. Antonio Maggio – Nonostante tutto – 3:25
14. Daniele Silvestri – Il bisogno di te (ricatto d'onor) – 3:04
15. Niccolò Agliardi – Fino in fondo (feat. Bianca Atzei) – 3:38
16. Stadio – Bella – 4:25
17. Dargen D'Amico – L'amore a modo mio – 3:46